# Вільям Джеймс Лінтон
Вільям Джеймс Лінтон (англ. William James Linton; 7 грудня 1812, Лондон — 29 грудня 1897) — англійський та американський художник та ілюстратор.

## Біографія
Народився в Лондоні; навчався у гравера Джорджа Вільмота Боннера, ще в молодості став відомим малюнками для політипажів і створив за життя величезну кількість ілюстрацій для англійських і північноамериканських книг і журналів. Між іншим, їм ілюстровані «Історії гравірування на дереві» для журналу «The Illustrated London News» (1846-47), «Твори померлих англійських живописців» для лондонського художнього товариства (1860), «Плин років» Вільяма Каллена Брайанта, його поема «Танатопсіс» і деякі твори інших письменників.
Чудово працював не тільки олівцем, а й аквареллю. Він був одним з найобдарованіших художників свого часу, істориком і теоретиком мистецтва, видавцем і редактором численних демократичних журналів, брав діяльну участь в політичній боротьбі.
Вільям Джеймс Лінтон був одним з найбільших чартистських поетів і публіцистів, вперше виступив в чартистській пресі в 1839 році. Його гострі політичні вірші та поеми під псевдонімом «Спартак» (Spartacus) друкувалися чи не у всіх чартистських журналах і газетах аж до 1853 року, тобто фактично, поки існував чартизм. Написав серію статей про життя і погляди Джузеппе Мадзіні для чартистської газети соціалістичного спрямування «Червоний республіканець» (англ. The Red Republican), а також біографію Томаса Пейна.
Лінтон переклав англійською мовою кілька робіт Олександра Герцена, в тому числі значні уривки з «Минулого й дум», допомагав із заснуванням Вільної російської друкарні і неодноразово захищав його від нападок реакційної англійської преси. На прохання Герцена для обкладинки і титульного аркуша «Полярної зірки» Лінтон створив зображення профілів п'яти страчених декабристів — Рилєєва, Бестужева-Рюміна, Муравйова-Апостола, Пестеля і Каховського. Домогтися схожості із загиблими 30 років тому керівниками повстання було неможливо, тому портрети були вирішені в умовній манері і стилізовані під античні медальйони.
Після смерті Герцена Лінтон опублікував свої спогади про російського революційного демократа, що увійшли пізніше до книги «Європейські республіканці».
У 1867 році він вирушив у Нью-Йорк і незабаром оселився в Нью-Гейвені.

## Творчість
Однією з найвідоміших робіт Вільяма Джеймса Лінтона є серія з дванадцяти кольорових ілюстрацій до п'єси Вільяма Шекспіра «Венеційський купець».